# Mistrovství Asie a Oceánie v ledním hokeji do 18 let 1989
Mistrovství Asie a Oceánie v ledním hokeji do 18 let 1989 byl šestý asijský U18 turnaj v ledním hokeji. Konal se od 13. do 18. února 1989 v Hačinoheu v prefektuře Aomori na severu ostrova Honšú v Japonsku. Turnaje se zúčastnila tři družstva, která hrála dvoukolově každé s každým. Vítězství si připsali junioři domácího Japonska před juniory Jižní Koreje a juniory Číny.

## Výsledky
|    |             | Japonsko  | Jižní Korea | Čína     | V | R | P | VG | OG | B |
| 1. | Japonsko    | ***       | 8:2, 12:2   | 5:5, 7:5 | 3 | 1 | 0 | 32 | 14 | 7 |
| 2. | Jižní Korea | 2:8, 2:12 | ***         | 8:3, 7:3 | 2 | 0 | 2 | 19 | 26 | 4 |
| 3. | Čína        | 5:5, 5:7  | 3:8, 3:7    | ***      | 0 | 1 | 3 | 16 | 27 | 1 |